# Symbrenthia hypatia
Symbrenthia hypatia е вид пеперуда от семейство Многоцветници (Nymphalidae). Видът не е застрашен от изчезване.

## Разпространение
Разпространен е в Индонезия (Калимантан и Суматра), Малайзия (Западна Малайзия, Сабах и Саравак), Мианмар, Тайланд и Филипини.

## Описание
Популацията на вида е стабилна.